# Yass (piosenkarka)

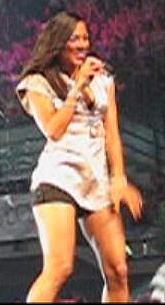
Yass podczas imprezy The Dome 46

Yass, właśc. Yasmin Knoch (ur. 27 września 1986 w Soufrière na Saint Lucia) – niemiecka piosenkarka pop. Sławę zyskała dzięki udziałowi w drugiej edycji niemieckiego programu Idol, która była wyświetlana jesienią 2001 w niemieckiej telewizji RTL2.
Yasmin Knoch jest córką znanego w latach 80. i 90. piosenkarza Olivera Bendta, założyciela i właściciela zespołu Goombay Dance Band. Jej matka również urodziła się na karaibskiej wyspie Saint Lucia. Miastem dzieciństwa Yasmin Knoch był Hamburg. Po maturze zaczęła brać lekcje śpiewu, gry na gitarze i fortepianie.
Najbardziej zasłynęła z utworów „Du hast den schönsten Arsch der Welt” oraz „Doktorspiele”, które nagrała razem z Alexem Christensenem. Wspólnie z nim nagrała debiutancki album Euphorie. Następnie wydany został singel „Du bist so Porno” oraz „Liebe zu dritt”.

## Dyskografia

### Albumy studyjne
| 2008                           | Euphorie - Featuring: Alex C. - Wydany 2 lutego 2008 - Format: CD | 20 | 19 | 27 |
| „–” pozycja nie była notowana. |                                                                   |    |    |    |

### Single
| 2002                           | "Rhythm of the Night" (feat. Alex C.)                  | 28 | 28 | 81 | –  | –  | –  | –  | –   |
| 2002                           | "Amigos Forever" (feat. Alex C.)                       | 35 | –  | 86 | –  | –  | –  | –  | –   |
| 2003                           | "Angel of Darkness" (feat. Alex C.)                    | 21 | 39 | –  | –  | –  | –  | –  | 75  |
| 2007                           | "Du hast den schönsten Arsch der Welt" (feat. Alex C.) | 1  | 1  | 50 | 57 | 27 | 57 | 38 | 11  |
| 2008                           | "Doktorspiele" (feat. Alex C.)                         | 4  | 3  | –  | –  | –  | –  | –  | 11  |
| 2008                           | "Du bist so Porno" (feat. Alex C.)                     | 21 | 12 | –  | –  | –  | –  | –  | 88  |
| 2008                           | "Liebe zu dritt" (feat. Alex C.)                       | 28 | 29 | –  | –  | –  | –  | –  | 190 |
| 2009                           | "Dancing Is Like Heaven" (feat. Alex C.)               | 41 | 41 | –  | –  | –  | –  | –  | –   |
| 2012                           | "L’amour toujours" (feat. Alex C.)                     | –  | 43 | 40 | –  | –  | –  | –  | –   |
| "–" pozycja nie była notowana. |                                                        |    |    |    |    |    |    |    |     |